# Scott Cousins
Scott Michael Cousins (né le 22 janvier 1985 à Reno, Nevada, États-Unis) est un voltigeur de la Ligue majeure de baseball.

## Carrière
Scott Cousins est un choix de troisième ronde des Marlins de la Floride en 2006. 
Il fait ses débuts dans les majeures avec les Marlins le 3 septembre 2010. Il réussit son premier coup sûr au plus haut niveau le 5 septembre lors d'une présence comme frappeur suppléant en fin de 10e manche face au lanceur
Le 5 septembre, il s'amène comme frappeur suppléant en fin de 10e manche contre les Braves d'Atlanta et son premier coup sûr dans les majeures, réussi aux dépens du lanceur Eric O'Flaherty, met fin au match et donne une victoire de 7-6 aux Marlins. Cousins maintient une moyenne au bâton de ,297 avec deux points produits en 27 matchs en fin de saison 2010 avec les Marlins.
Le 21 avril 2011, il frappe son premier circuit dans les majeures, un coup aux dépens du lanceur James McDonald des Pirates de Pittsburgh. Le 25 mai, il marque le point gagnant en 12e manche d'un match face aux Giants à San Francisco mais entre violemment en collision avec le receveur Buster Posey. Ce dernier souffre d'une fracture de la jambe gauche et ne jouera plus du reste de l'année. Cousins dispute 48 matchs des Marlins en 2011, réussit un circuit et produit 4 points, mais sa moyenne au bâton n'atteint que ,224. Il frappe pour ,163 en 53 parties des Marlins en 2012.
Après la saison 2012, il change d'équipe trois fois via le ballottage. Il passe des Marlins aux Blue Jays de Toronto le 17 octobre, des Jays aux Mariners de Seattle le 6 novembre, puis des Mariners aux Angels de Los Angeles d'Anaheim le 30 novembre. Il entre en jeu dans seulement 7 parties des Angels en 2013, ne récoltant qu'un but-sur-balles et aucun coup sûr. Il passe presque toute la saison dans les ligues mineures avec le club-école des Angels à Salt Lake City.
Le 15 avril 2014, il est mis sous contrat par les Rangers du Texas.